# Andrés de Vandelvira

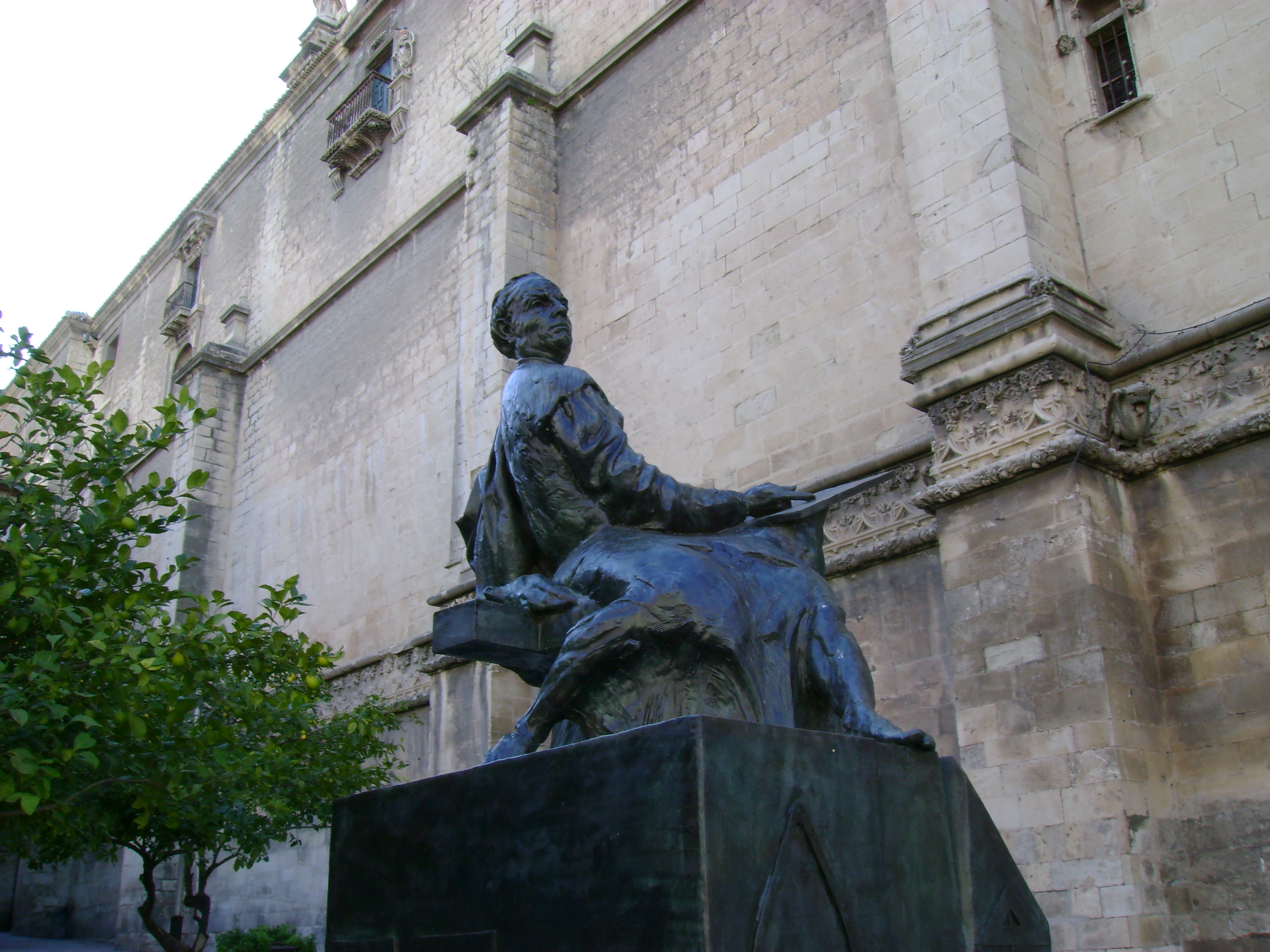
Statue des Andrés de Vandelvira vor der Kathedrale von Jaén

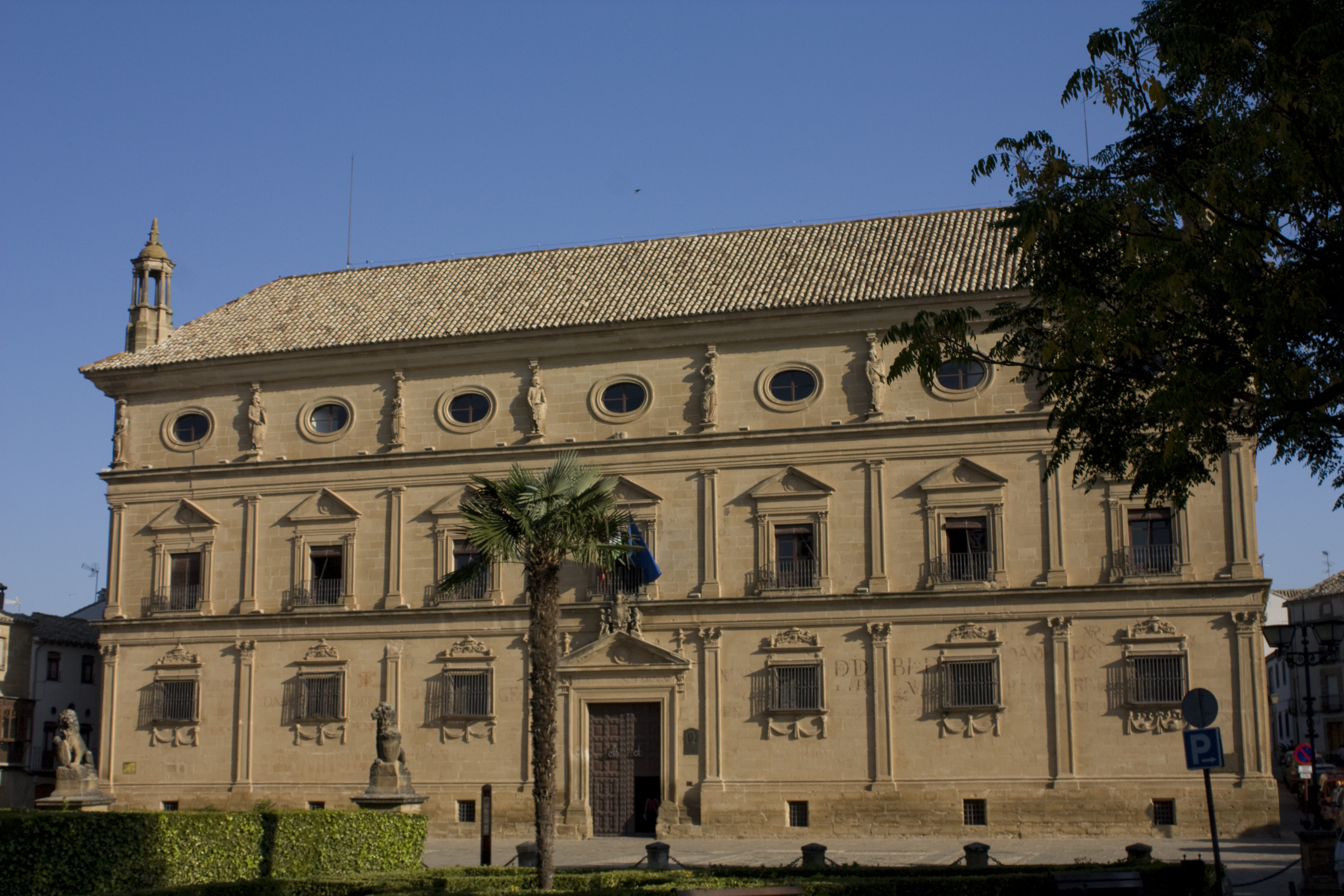
Palacio de las Cadenas, Úbeda

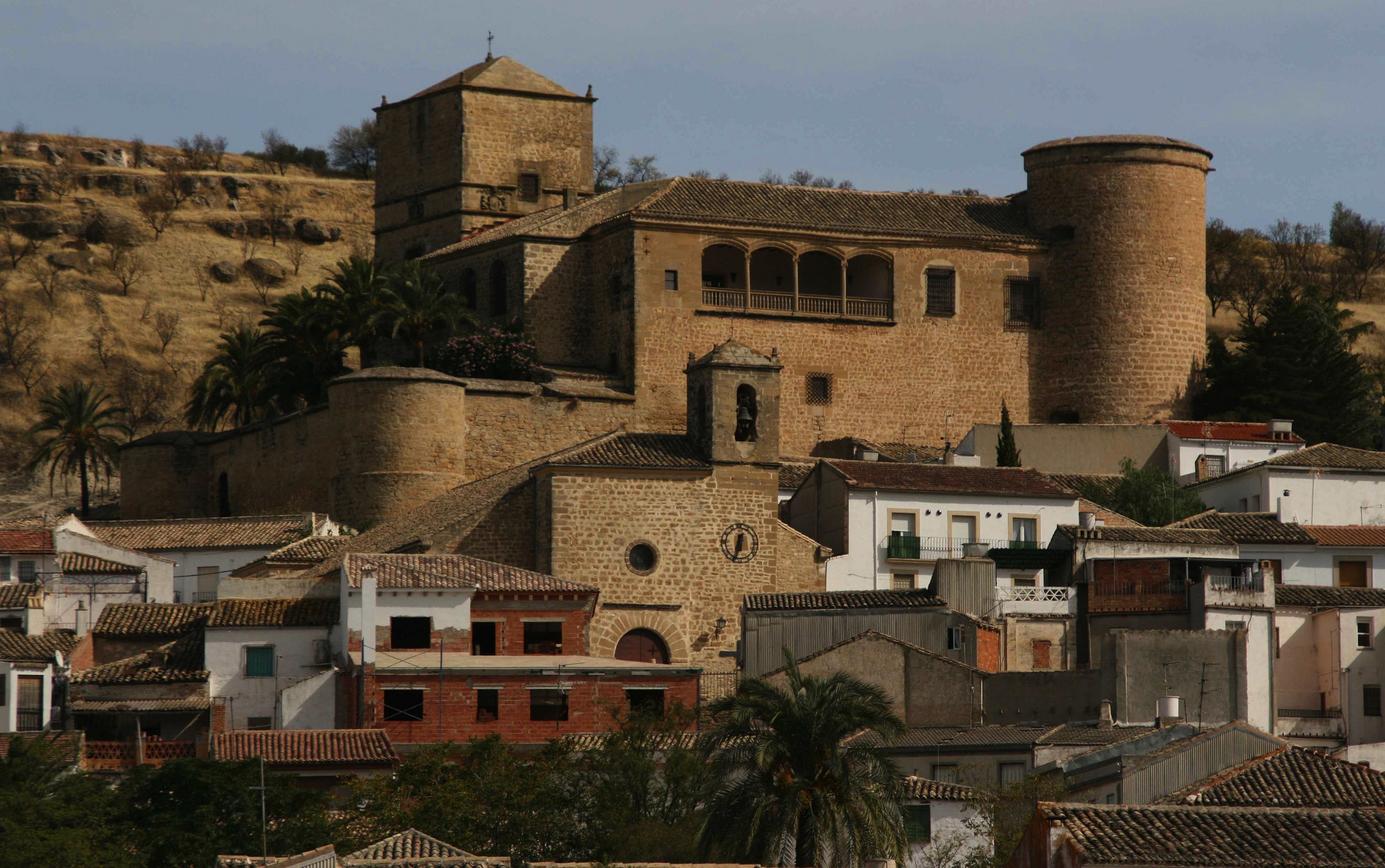
Palacio de Canena

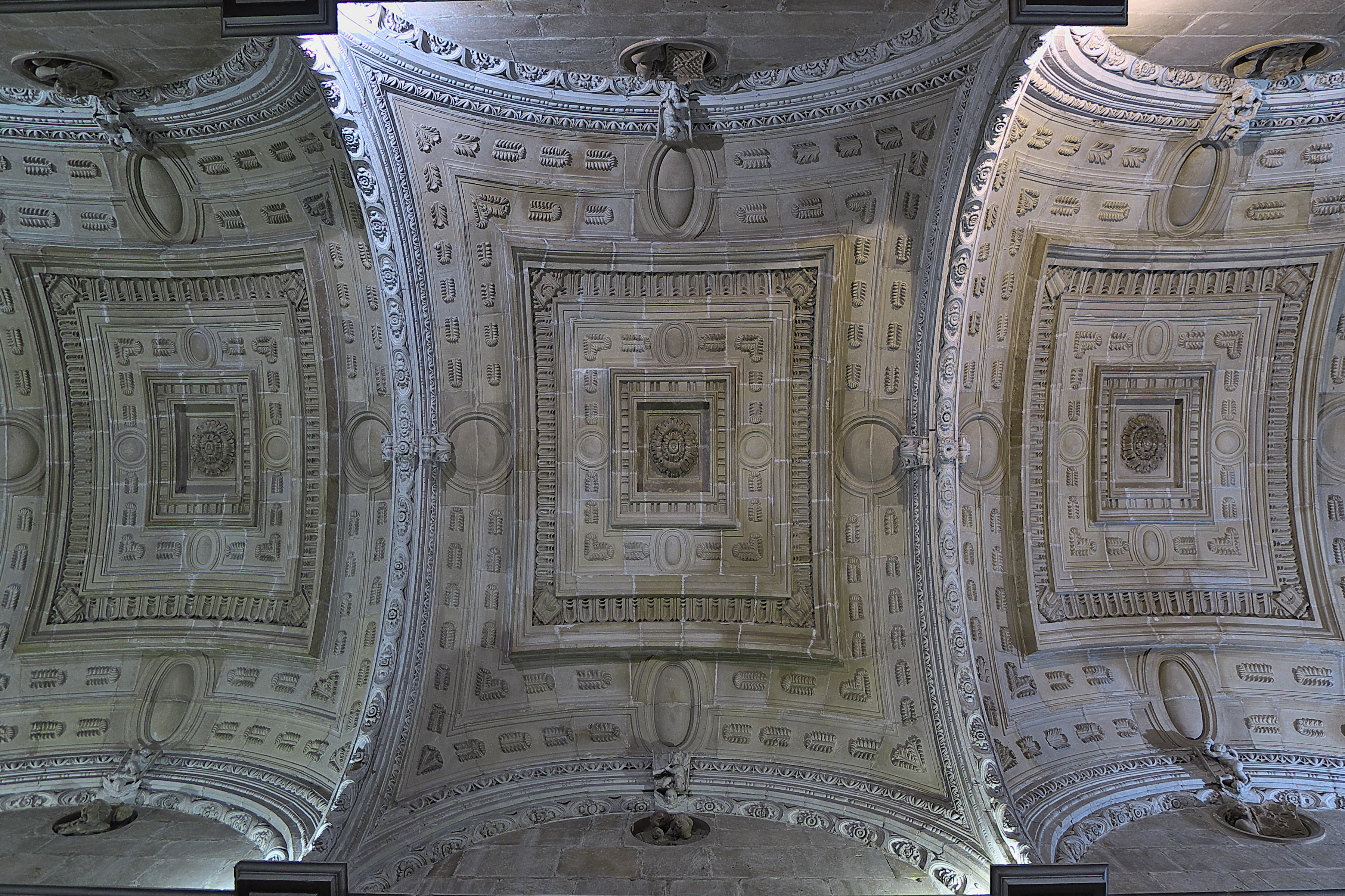
Gewölbe der Sacra Capilla de El Salvador in Úbeda

Andrés de Vandelvira (* 1509 in Alcaraz; † 1575 in Jaén) war ein andalusischer Renaissance-Architekt. Als sein Hauptwerk gilt die Kathedrale von Jaén.

## Leben und Werk
Andrés de Vandelvira war Sohn des Architekten Pedro de Vandelvira, der möglicherweise flämischer Abstammung war. Bereits im Alter von 18 Jahren arbeitete er an einigen Bauten in seiner Geburtsstadt Alcaraz. Er heiratete Luisa, die Tochter seines Meisters Francisco de Luna; mit ihr hatte er 7 Kinder. Bereits in jungen Jahren wirkte er am Kloster Uclés – eine der bedeutendsten Baumaßnahmen der damaligen Zeit – mit.
Um das Jahr 1535 erhielt er einen Ruf nach Úbeda, wo er den Bau der zu Beginn des 16. Jahrhunderts von Diego de Siloé entworfenen Renaissance-Kirche Sacra Capilla del Salvador vollendete. In den Jahren danach folgten weitere kleinere Bauaufträge in der Region.
Etwa ab dem Jahr 1550 übertrug man ihm die Planungsleitung und Bauaufsicht des Neubaus der Kathedrale von Jaén, eine wichtigsten Pilgerstätten Andalusiens, an der er drei Jahre später zum Bauleiter (Maestro Mayor de Obras) ernannt wurde. Die Kathedrale von Jaén wurde zum architektonischen Vorbild für zahlreiche Bauten in Andalusien und im spanischen Kolonialreich. Daneben wirkte er auch an weiteren Baumaßnahmen in der Umgebung mit – so an der Kathedrale von Baeza, der Iglesia de la Inmaculada Concepción in Huelma oder an der Basilika de Santa María la Mayor in Linares.

## Werke

### Wirken in Úbeda
- Erlöserkapelle (1540–1559)
- Hospital de Santiago (1562–1575)
- Palacio del Dean Ortega
- Palacio de las Cadenas (1546–1565)

### Weitere Wirkungsstätten
- Kathedrale von Jaén. Sakristei und Kapitelsaal (1555–1560)
- Himmelfahrtskirche in Villacarrillo
- Palast (castillo) von Canena